# Edgar Ablowich
Edgar Allen Ablowich (Greenville, 29 aprile 1913 – Virginia Beach, 6 aprile 1998) è stato un velocista statunitense.

## Palmarès

### Olimpiadi
- Oro a Los Angeles 1932 nella staffetta 4×400 metri.